# Бородинка (Свердловская область)
Бородинка  — посёлок в муниципальном округе Красноуральск Свердловской области России.
Ранее посёлок входил в состав Меженского сельсовета города Красноуральска.

## География
Посёлок Бородинка расположен в 17 километрах (по автомобильной дороге в 22 километрах) к северо-востоку от города Красноуральска, в лесной местности на правом берегу реки Выи (левого притока реки Салды). В посёлке имеется станция узкоколейной железной дороги, железнодорожное сообщение с посёлком Чирок.

## Население
| 2002 | 2010 |
| ---- | ---- |
| 41   | ↘18  |